# Henry Dreyfuss

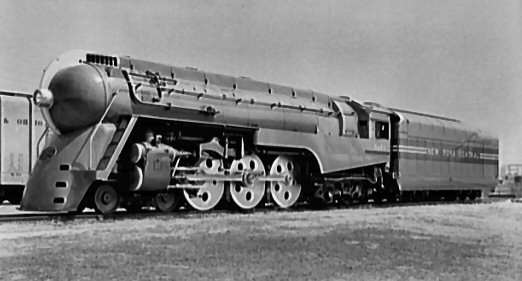
La locomotora J3 rodaje tipo Hudson 2-3-2 para el 20th Century Limited, diseñada con el carenado característico de Henry Dreyfuss para el New York Central Railroad, en 1938

Henry Dreyfuss (Nueva York, 2 de marzo de 1904 – Pasadena, California, 5 de octubre de 1972) fue un destacado diseñador industrial estadounidense.

## Biografía
Es una figura representativa del diseño industrial de las décadas de 1930 y 1940. Comenzó trabajando con Norman Bel Geddes diseñando vestuarios y escenarios para algunos teatros de Nueva York. En 1930 comenzó a diseñar teléfonos para la compañía Bell Telephones Laboratory. Creó una maqueta de "La ciudad del Mañana" para General Electric, que fue expuesta en la Feria Mundial de Nueva York de 1939.
El método de trabajo de Dreyfuss estaba centrado en la práctica y con una fuerte relación con ingenieros, lo que permitió el éxito de su estudio de diseño.
Su estilo se caracterizó por formas esculturales y la adopción del clásico streamlining norteamericano de la segunda posguerra. Sus diseños eran innovaciones más estilísticas, para incrementar la demanda, que en el aspecto técnico.
Su mayor legado al diseño y la ergonomía fue la profunda investigación acerca de la antropometría, y sus descubrimientos, publicados en sus libros Designing for people (1955) y The measure of man (1960).

## Obra
- El teléfono de sobremesa "Western Electric 302" para Bell Laboratories (1930, producido entre 1937-1950)
- El clásico reloj alarma "Westclox Big Ben" (1939).
- El modelo popular de la Ciudad del Mañana, "Democracity", para la Feria Mundial de Nueva York (1939).
- Los tractores estilizados John Deere Model A y Model B (1938).
- El teléfono de escritorio "500" (1949), el estándar del Bell System por 45 años.
- El termostato de pared circular "Honeywell" (1953).
- La aspiradora esférica "Model 82 Constellation" para Hoover (1954).
- El teléfono "Princess" (1959).
- El teléfono de escritorio "Trimline" (1965).

## Muerte
El 5 de octubre de 1972, Dreyfuss y su esposa enferma terminal Doris Marks Dreyfuss fueron encontrados en su garaje después de haberse quitado la vida, muertos por envenenamiento intencionado con monóxido de carbono. Los Dreyfuss tenían un hijo y dos hijas.